# Ononis biflora
Ononis biflora är en ärtväxtart som beskrevs av René Louiche Desfontaines. Ononis biflora ingår i släktet puktörnen, och familjen ärtväxter. Inga underarter finns listade i Catalogue of Life.